# 鴨川有料道路
鴨川有料道路（かもがわゆうりょうどうろ）は、千葉県君津市から鴨川市に至る延長5.1キロメートル (km) の道路である。千葉県道路公社が管理する有料道路であったが、2019年4月21日に無料開放された。

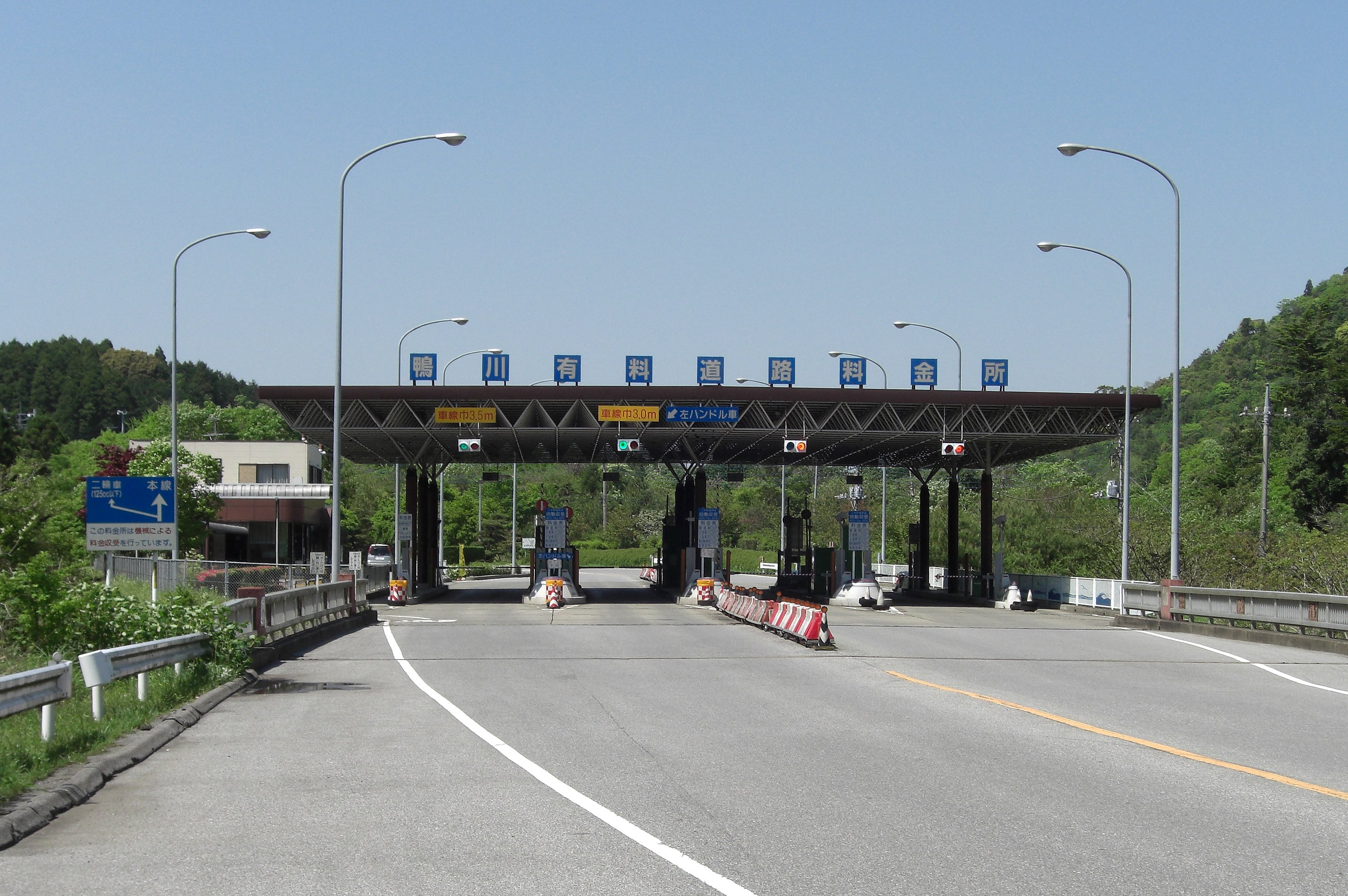
鴨川有料道路　料金所（2008年）

## 概要
首都圏から房総半島南部への観光客の増加に対応するために建設された山岳道路であり、全線が千葉県道24号千葉鴨川線に指定されている。房総スカイラインと連携して、君津インターチェンジから鴨川市を中心とした外房地域へのアクセスルートとして機能しており、日東交通などの都心への高速バス（アクシー号・カピーナ号）も多数走行する。
道路単体では黒字経営であったが、改築事業による要償還額の増額、及び房総スカイラインのプール制に組み込まれたため、当初予定されていた償却期間を過ぎても有料期間は延長され続け、地元で赤字経営だった勝浦有料道路が無料化された影響もあって、房総スカイラインとともに早期無料化が求められてきていた。

### 路線データ
- 路線名：千葉県道24号千葉鴨川線
- 起点：千葉県鴨川市打墨
- 終点：千葉県君津市笹
- 延長：5.1 km[3]
- 車線数：2車線
- 車線幅員：3.25m
- 設計速度：50km/h、60km/h
- 事業費：約74億円
- 料金徴収期限：2019年4月20日[1][2][4]

## 歴史
- 1965年（昭和40年）1月5日：着工
- 1967年（昭和42年）4月21日：供用開始
- 1991年（平成3年）5月23日：改築工事終了
- 2015年（平成27年）7月1日：夏季限定で無料開放を実施（- 9月30日まで）[3]
- 2019年（平成31年）4月20日：料金徴収終了、翌日より無料開放[1][2][4]

## 通行料金（当時）
2019年4月20日時点。無料開放までETCには対応せず、現金での支払いのみであった。なお、料金所では自動精算機による収受を行っていた。
- 普通車 210円
- 大型車（I） 310円
- 大型車（II） 720円
- 軽自動車等 150円
- 軽車両等 20円

### 回数券（当時）
2019年4月20日時点。
- 普通車
  - 【12回券】1,920円（1回当たり160円）
  - 【30回券】4,800円（1回当たり160円）
- 軽自動車等
  - 【12回券】1,500円（1回当たり125円）
  - 【30回券】3,600円（1回当たり120円）
- 大型車（I）
  - 【12回券】3,000円（1回当たり250円）
  - 【30回券】7,200円（1回当たり240円）
- 大型車（II）
  - 【12回券】7,000円（1回当たり583円）
  - 【30回券】16,800円（1回当たり560円）

## 休憩施設
- パーキング（鴨川市太田学、上り線側）

## 交差する道路
- 起点 : 千葉県道24号千葉鴨川線
- 終点 : 千葉県道24号千葉鴨川線、房総スカイライン有料道路